# 4820 Fay
4820 Fay è un asteroide della fascia principale. Scoperto nel 1985, presenta un'orbita caratterizzata da un semiasse maggiore pari a 2,8579968 UA e da un'eccentricità di 0,3545543, inclinata di 12,39124° rispetto all'eclittica.